# Sancti Spíritus (béisbol)
El Sancti Spíritus  de béisbol es uno de los equipos más exitosos de la Serie Nacional de Béisbol (SNB), el torneo de primera división de esta disciplina en Cuba.Los gallos han obtenido un campeonato y han participado en 18 postemporadas.

## Selección Actual

### Lanzadores
- JAVIER A. VAZQUEZ JUVIEL
- YOEN SOCARRAS SUAREZ
- ALDO A. CONRADO SUAREZ
- YAMICHEL PEREZ HERNANDEZ
- YANIOSKI DUARDO ROJAS
- YANIESKI DUARDO ROJAS
- YOANNI D. HERNANDEZ CRUZ
- YUSDELVIS HERNANDEZ RODRIGUEZ
- YOSBEL J. GONZALZ ESPONDA
- YANKIEL MAURI GUTIERREZ
- PEDRO A. ALVAREZ JIMENEZ
- YASMANI ROBERT GUERRA
- OSVALDO SANTIAGO HERNANDEZ
- CAMILO TAMAYO ARECHEA

### Jugadores de posición
Receptores
- ERIEL SANCHEZ LEON
- YUNIOR IBARRA ARAQUE
- NIORKEL PEDRO CERVANTES PEREIRA
- LAZARO VALDÉS GONZALEZ

Jugadores de Cuadro
- YUNIER MENDOZA ALFONSO
- YOANDI BAGUET LUIS
- DAVIEL GOMEZ MONTERO
- ORLANDO ACEBEY GUTIERREZ
- LUIS DARIEL SERRANO RODRIGUEZ
- JULIO CABRERA VIÑA
- ANGEL LUIS GARCIA GONZALEZ
- YANDIER ZAYAS PEREZ

Jardineros
- LIVAN MONTEAGUDO CASTILLO
- DUNIESKI R. BARROSO PUERTA
- JORGE M. RUIZ MIGUEZ
- JOSE C. GONZALEZ CRESPO
- MIGUEL GOMEZ PESTANO
- JAVIER MARTINEZ MORA

### Cuerpo de dirección
- MARIO A. ZULUETA ACEA DIR.
- OSMANY GONZALEZ QUESADA ENT.
- IFREIDI COSS GOMEZ ENT.
- YAIDEL W. CANTERO RODRIGUEZ ENT.
- RENE HERNANDEZ HERNANDEZ DEL.
- REINIER ESCOBAR DEUSTA ENT.
- RENE HERNANDEZ HERNANDEZ CB.
- HECTOR F. MANTILLA MORENO DEL.
- CARLOS F. VALDÉS ARIAS MED.
- ODELBY GALI GUTIERREZ FIS.
- CARLOS M. HERNANDEZ CARO PSI.
- NELSON VENTURA HERNANDEZ COM

## Cantera delEquipo Cuba
Un número considerable de spirituanos ha integrado la nómina de la selección nacional. A continuación se muestran los jugadores que han asistido a las diferentes ediciones del Clásico Mundial de Béisbol (CMB), como por ejemplo:
- Frederich Cepeda
- Yulieski Gourriel
- Eriel Sánchez León.